# 大串隆之
大串 隆之（おおぐし たかゆき、1951年 -）は、日本の生態学者。学位は、農学博士（京都大学・1983年）。京都大学名誉教授。

## 経歴
1951年大阪府に生まれる。1976年京都大学農学部林学科卒業、1978年同大学大学院農学研究科修士課程農林生物学専攻修了、1981年京都大学大学院農学研究科博士課程農林生物学専攻研究指導認定。
1983年学位論文「植食性テントウムシ、コブオオニジュウヤホシテントウの個体群過程とその生活史戦略に関する研究」で京都大学より農学博士の学位を取得。
1983年日本学術振興会奨励研究員、1984年京都大学研修員、1985年ロンドン大学インペリアルカレッジ研究員、1986年京都大学研修員、1988年滋賀県立短期大学農業部助教授、1992年北海道大学低温科学研究所助教授、1998年京都大学生態学研究センター教授、2017年京都大学名誉教授。この間、北海道大学低温科学研究所客員教授、ストックホルム大学客員教授、京都大学生態学研究センター長を兼任。
2005年個体群生態学会長
、2018年日本生態学会賞受賞。
主要な研究テーマ
1. 生物多様性と生態系ネットワーク
2. 動物と植物の生物間相互作用
3. 植食性昆虫の個体群生態学

## 著書

### 共著
- 『昆虫生態学』藤崎憲治・宮竹貴久・松浦健二・松村正哉 共著，朝倉書店，東京 (2014)

### 編著
- 『さまざまな共生』平凡社，東京 (1992)
- 『生物多様性科学のすすめ』丸善，東京 (2003)

### 共編著
- "Effects of Resource Distribution on Animal-Plant Interactions" (M.D. Hunte & P.W. Price (eds.)) Academic Press, San Diego, USA (1992)
- 『動物と植物の利用しあう関係』（鷲谷いづみ 共編）pp.9-31, 平凡社，東京 (1993)
- "Galling Arthropods and Their Associates: Ecology and Evolution" (Ozaki, K., Yukawa, J.., and Price, P.W. (eds.)) Springer, Tokyo, Japan (2006)
- "Ecological Communities: Plant Mediation in Indirect Interaction Webs" (Craig, T.P. & Price, P.W. (eds.)),  Cambridge University Press, Cambridge, UK (2007)
- 『シリーズ 群集生態学 4：生態系と群集をむすぶ』（近藤倫生・仲岡雅裕 共編）京都大学学術出版会，京都 (2008)
- 『シリーズ 群集生態学 5：メタ群集と空間スケール』（近藤倫生・野田隆史 共編）京都大学学術出版会，京都 (2008)
- 『シリーズ 群集生態学 2：進化生物学からせまる』（近藤倫生・吉田丈人 共編）京都大学学術出版会，京都 (2009)
- 『シリーズ 群集生態学 3：生物間ネットワークを紐とく』（近藤倫生・難波利幸 共編），京都大学学術出版会，京都 (2009)
- 『シリーズ 群集生態学6：新たな保全と管理を考える』（近藤倫生・椿宜高 共編）京都大学学術出版会，京都 (2009)
- "Trait-Mediated Indirect Interactions: Ecological and Evolutionary Perspectives" (T., Schmitz, O.J. & Holt, R.D. (eds.)) Cambridge University Press, Cambridge, UK (2012)
- "Aboveground–Belowground Community Ecology" (T., Wurst, S. & Johnson, S.N. (eds.)) Springer Nature, Cham, Switzerland (2018)

### 共著（分担執筆）
- 『日本の昆虫：侵略と撹乱の生態学』（桐谷圭治編）東海大学出版会，東京，(1986)
- 『四季に住む京の昆虫たち』（京都大学昆虫学研究室編），京都新聞社，京都 (1988)
- "Insect-Plant Relationships" (T. Jermy (ed.)) Akademiai Kiado, Budapest, Hungary (1991)
- "Insect-Plant Relationships" (Menken, S.B.J., Visser, J.H. & Harrewijn, P. (eds.)),  Kluwer Academic Publishers, Dordrecht, The Netherlands (1992)
- 『地球共生系とは何か』（安部琢哉・東正彦編）平凡社，東京 (1992)
- 『花に引き寄せられる動物』（井上民二・加藤真編）平凡社，東京 (1993)
- 『地球共生圏』（動物たちの地球 142 浦野栄一郎・川那部浩哉編）朝日新聞社，東京 (1994)
- 『地球共生系：多様な生物の共存する仕組み』クバプロ，東京 (1995)
- "Population Dynamics: New Approaches and Synthesis" (Cappuccino, N. & Price, P.W. (eds.)), Academic Press, San Diego, USA (1995)
- 『岩波生物学辞典』第4版 岩波書店，東京 (1996)
- 『昆虫個体群生態学の展開』（久野英二編）京都大学学術出版会，京都 (1996)
- "Biodiversity: An Ecological Perspective" (Abe, T., Levin, S.A. & Higashi, M. (eds.)), Springer, New York, USA (1997)
- "Insect Populations: in Theory and in Practice" (Dempster, J.P. & McLean, I.F.G. (eds.)) Kluwer, London (1998)
- 『生命の地球6：食う食われる生物たち』三友社出版，東京 (2000)
- 『群集生態学の現在』（佐藤宏明・山本智子・安田弘法編）京都大学学術出版会，京都 (2001)
- 『昆虫学大事典』（三橋淳編）朝倉書店，東京 (2003)
- 『生態学辞典』（巌佐庸・松本忠夫・菊沢喜八郎・日本生態学会編）共立出版，東京 (2003)
- 『生物多様性の世界：人と自然の共生というパラダイムを目指して』クバプロ，東京 (2003)
- 『生命科学』（柳田充弘・佐藤文彦・石川冬木編）東京化学同人，東京 (2004)
- 『プラントミメティックス：植物に学ぶ』（甲斐昌一・森川弘道監修）エヌ・ティ・エス，東京 (2006)
- 『サクラソウの分子遺伝生態学』（鷲谷いづみ編）東京大学出版会，東京 (2006)
- 『生物の多様性ってなんだろう？ 生命のジグソーパズル』（京都大学総合博物館・京都大学生態学研究センター編）京都大学学術出版会，京都 (2007)
- 『環境事典』（日本科学者会議編）旬報社，東京 (2008)
- 『生物の事典』（石原勝敏・末光隆志編）朝倉書店，東京 (2010)
- 『生き物たちのつづれ織り 下』（井上敬・高井正成・高林純示・船山典子・村山美穂編）京都大学学術出版会，京都 (2012)
- 『行動生物学辞典』（上田恵介・岡ノ谷一夫・菊水健史・坂上貴之・辻和希・友永雅己・中島定彦・長谷川寿一・松島俊也編）東京化学同人，東京 (2013)

### 翻訳
- 『生態学：概念と理論の歴史』井上弘・曽田貞滋（共訳），思索社，東京 (1989)

## 論文
- CiNii>大串隆之
- Google Scholar